# 弗雷讷维尔
弗雷讷维尔（法語：Fresneville，法語發音：[fʁɛnvil]）是法国上法蘭西大區索姆省的一个市镇，属于阿布维尔区。

## 地理
弗雷讷维尔（49°53'23"N, 1°49'35"E）面积3.4 平方千米，位于法国上法蘭西大區索姆省，该省份为法国北部沿海省份，北起加来海峡省和北部省，西接滨海塞纳省和大西洋英吉利海峡，南至瓦兹省，东临埃纳省。
与弗雷讷维尔接壤的市镇（或旧市镇、城区）包括：阿尔古埃勒、阿韦讷绍苏瓦、圣莫尔维、维莱康普萨尔。

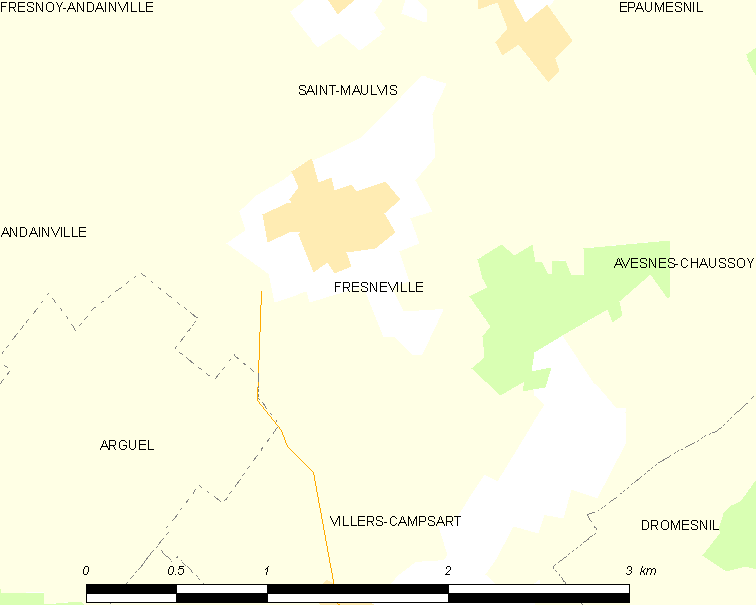
弗雷讷维尔的OSM定位图

弗雷讷维尔的时区为UTC+01:00、UTC+02:00（夏令时）。

## 行政
弗雷讷维尔的邮政编码为80140，INSEE市镇编码为80355。

## 政治
弗雷讷维尔所属的省级选区为皮卡第地区普瓦县。

## 人口

1962-2008年间弗雷讷维尔人口变化图示

弗雷讷维尔于2022年1月1日时的人口数量为103人。